# Route nationale 9 (Slovénie)
Pour les articles homonymes, voir G9 et Route nationale 9.
La route nationale 9 (slovène : Glavna cesta 9), abrégée en G9 ou G1-9, est une route nationale slovène allant de Ptuj à la frontière croate. Sa longueur est de 12,9 km. Elle fait partie de la route européenne 59.

## Histoire
Avant 1998, la route nationale 9 était numérotée M11,.

## Tracé
- Ptuj
- Jurovci (en)
- Podlehnik
- Dežno pri Podlehniku (en)
- Zgornje Gruškovje (en)
- Croatie A2